# Tifón Talim (2017)
El tifón Talim, conocido en Filipinas como tifón Lannie, fue un ciclón tropical intenso y destructivo que afectó a partes del este de Asia, especialmente a Japón, durante septiembre de 2017. La decimoctava tormenta con nombre y el sexto tifón de la temporada de tifones del Pacífico de 2017, los orígenes de Talim se remontan a una zona de bajas presiones que el Centro Conjunto de Alerta de Tifones monitorizó por primera vez el 6 de septiembre. La Agencia Meteorológica de Japón elevó la perturbación a depresión tropical solo dos días después, y se convirtió en tormenta tropical el 9 de septiembre, lo que le valió el nombre de Talim. Talim se fortaleció en los días siguientes y acabó convirtiéndose en tifón al día siguiente. En un entorno favorable, el tifón se intensificó rápidamente tras pasar por las islas Ryukyu. Sin embargo, a medida que avanzaba hacia el este, Talim empezó a debilitarse debido a la cizalladura del viento, y el 16 de septiembre se degradó a tormenta tropical. La tormenta pasó por encima de Japón, cerca de Kyushu al día siguiente, antes de convertirse en extratropical el 18 de septiembre. Los restos extratropicales fueron observados por última vez por la JMA cuatro días después, antes de disiparse por completo el 22 de septiembre.
En los preparativos para el tifón, más de medio millón de personas fueron evacuadas en las islas japonesas, y se lanzaron alertas de ciclón tropical en el propio país, Taiwán y la parte oriental de China. El NDRRMC de Filipinas también emitió boletines sobre el sistema, indicando la posibilidad de que se produjeran inundaciones repentinas y corrimientos de tierra en Luzón; sin embargo, el tifón pasó sin problemas por el este del país. Se atribuyeron 5 muertes a Talim, todas en Japón, y causó daños por valor de más de 750 millones de dólares en el país.

## Historia meteorológica
El 6 de septiembre, el Centro Conjunto de Alerta de Tifones (JTWC) comenzó a vigilar una zona de bajas presiones para una posible ciclogénesis tropical, en un entorno favorable. Dos días después, el 8 de septiembre, la Agencia Meteorológica de Japón (JMA) confirmó la formación de una depresión tropical al sureste de las Islas Marianas. Una dorsal dirigió la depresión hacia el noroeste en condiciones más favorables, incluyendo una baja cizalladura del viento, temperaturas cálidas en la superficie del mar y un buen flujo de salida. Ese mismo día, el Centro Conjunto de Alerta de Tifones (JTWC) hizo lo propio, reconociéndola como depresión tropical en su primer boletín. La depresión siguió intensificándose, convirtiéndose en tormenta tropical, a primera hora del día siguiente, según la JMA, y dio el nombre de Talim al sistema. El JTWC siguió actualizando el sistema en las horas de la tarde del mismo día. Al día siguiente, se fortaleció aún más hasta convertirse en una tormenta tropical severa en el Mar de Filipinas.

Talim, intensificándose rápidamente en el mar de Filipinas el 12 de septiembre

En las primeras horas de la mañana del 10 de septiembre, la JMA elevó el sistema a tifón, con la aparición de un pequeño ojo en el sistema. Su ojo se hizo evidente en las imágenes de satélite más tarde ese mismo día, antes de que Talim entrara en la zona de responsabilidad de Filipinas, y la PAGASA emitió su primer boletín, clasificando el sistema como Tifón Lannie. Pasó por encima de las islas Ryukyu el 13 de septiembre mientras seguía avanzando hacia el noroeste. También en ese momento, Lannie salió del PAR, y la PAGASA emitió su último aviso sobre el sistema. Talim alcanzó su máxima fuerza al día siguiente, con vientos sostenidos de unos 140 mph (220 km/h) durante un minuto de media y una presión mínima de 935 mbar (27,61 inHg). En ese momento, el campo de vientos del tifón se expandió hasta Shanghai y presentó un gran ojo. El 15 de septiembre, Talim comenzó a debilitarse debido al aumento de la cizalladura del viento en el nivel superior, y el tifón se desorganizó lentamente. Se degradó aún más hasta convertirse en tormenta tropical a medida que se acercaba lentamente a las islas japonesas, antes de tocar tierra cerca de Kyushu el 17 de septiembre. Atravesó el país, antes de pasar a tormenta extratropical al entrar en el Mar de Japón, cerca de Hokkaido, al día siguiente, tras lo cual el JTWC y la JMA emitieron su última advertencia. Ese mismo día llegó a Sakhalin como una tormenta extratropical con fuerza de viento. Los restos extratropicales persistieron durante cuatro días más antes de disiparse el 22 de septiembre, justo frente a la costa de Magadan Oblast.

## Preparativos

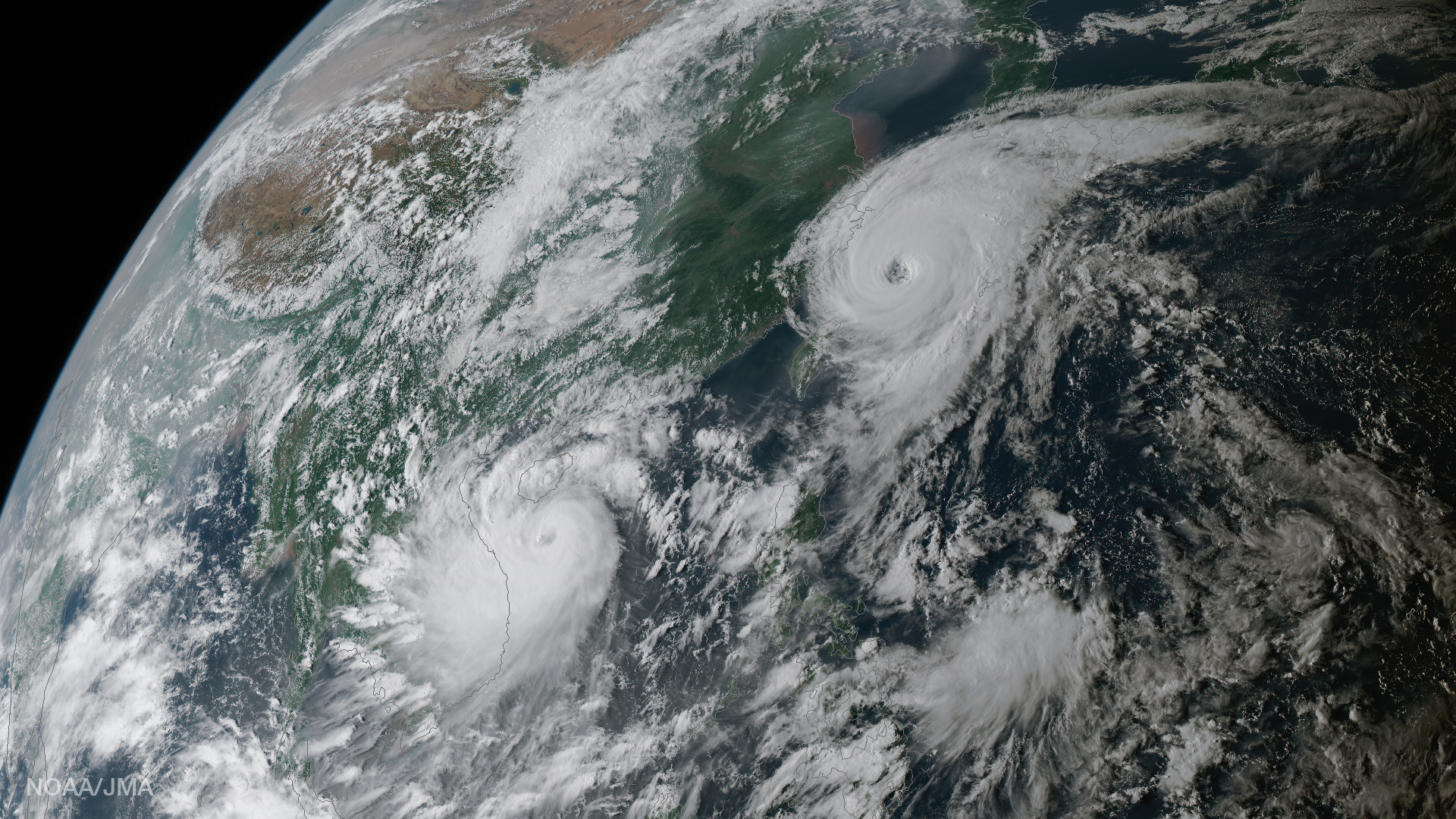
Talim y Doksuri el 14 de septiembre.

### Filipinas
Cuando Talim entró en la zona de responsabilidad de Filipinas, la PAGASA emitió sus boletines posteriores, señalando la posibilidad de que el tifón indujera el monzón del suroeste. Esto podría aumentar el riesgo de inundaciones repentinas y deslizamientos de tierra; sin embargo, Talim pasó sin problemas al noreste del país.

### Este de China y Taiwán
Se emitieron alertas azul y naranja para algunas partes de China debido al tifón. Más de 200.000 personas de las provincias de Fujian, China y Zheijang fueron evacuadas ante la llegada de Talim. Los billetes de tren ya no se podían comprar en Shanghai debido a la gran demanda. Algunas escuelas y grandes estadios deportivos se utilizaron como refugios para los evacuados. En Zheijang se cerraron más de 2.000 puntos turísticos y obras de construcción, y más de 4.700 barcos fueron remolcados a diferentes puertos. También se cortaron árboles para evitar accidentes.
El 12 de septiembre se emitió una alerta marítima para las aguas costeras del este de Taiwán en previsión del tifón. Se han cancelado algunos vuelos y se han colocado sacos de arena en previsión de mareas de tempestad e inundaciones repentinas.

### Islas Ryukyu y Japón
La Marina de los Estados Unidos comenzó a emitir alertas de condición de preparación para ciclones tropicales para todas las bases estadounidenses en Okinawa el 12 de septiembre. Con el paso de Talim, se esperan olas altas en todas las islas Ryukyu.
Se ordenó la evacuación de más de 640.000 personas en todo el sur de Japón ante el tifón. Se cancelaron más de 644 vuelos nacionales y se trasladaron a otros días otros vuelos internacionales, con lo que los turistas quedaron varados. También se cancelaron y/o trasladaron a otras fechas algunos partidos debido al Talim. Se emitieron avisos en todos los hogares sobre la proximidad del tifón.

### Otros
Los residentes locales y los turistas del Territorio de Primorsky y de las Islas Kuriles fueron advertidos de la existencia de olas altas, fuertes lluvias y vientos racheados a medida que el Ex-Talim se acerca a la zona.

## Impacto
Se registraron 5 muertos y más de 73 heridos, todos en Japón. Los daños totales se estimaron en 750 millones de dólares (2017).

### Este de China y Taiwán
A partir del 13 de septiembre, el fuerte oleaje comenzó a afectar a Taiwán. A medida que el tifón se acercaba lentamente, se emitieron avisos de lluvia intensa en el noreste del país. Las previsiones indicaban la posibilidad de que Talim tocara tierra cerca de Taipei; sin embargo, Talim pasó al este del país. A pesar de ello, los chubascos afectaron a la parte noreste de la isla. También en ese momento se detectaron relámpagos sobre el tifón en su máxima intensidad.
El 14 de septiembre, las tormentas comenzaron a afectar a la costa oriental de Zhejiang. A medida que se acercaba el Talim, se produjeron lluvias tormentosas y vientos racheados en la zona. Sin embargo, algunos residentes observan con asombro las grandes olas en la orilla.
Afortunadamente, no se registraron daños ni muertes en estas zonas.[cita requerida]

### Islas Ryukyu
En la noche del 13 de septiembre, fuertes lluvias y vientos racheados comenzaron a afectar a las islas Ryukyu. Mientras el Talim asolaba Okinawa, a partir del 13 de septiembre, los fuertes vientos arrancaron árboles y más de 20.000 hogares informaron de cortes de electricidad en Miyako. El 20 de septiembre se observó un récord de 479,04 mm de lluvia en el aeropuerto de Miyako-jima durante 24 horas. Esta es la lluvia más intensa que ha sufrido el lugar, según la Agencia Meteorológica de Japón (JMA).

### Japón

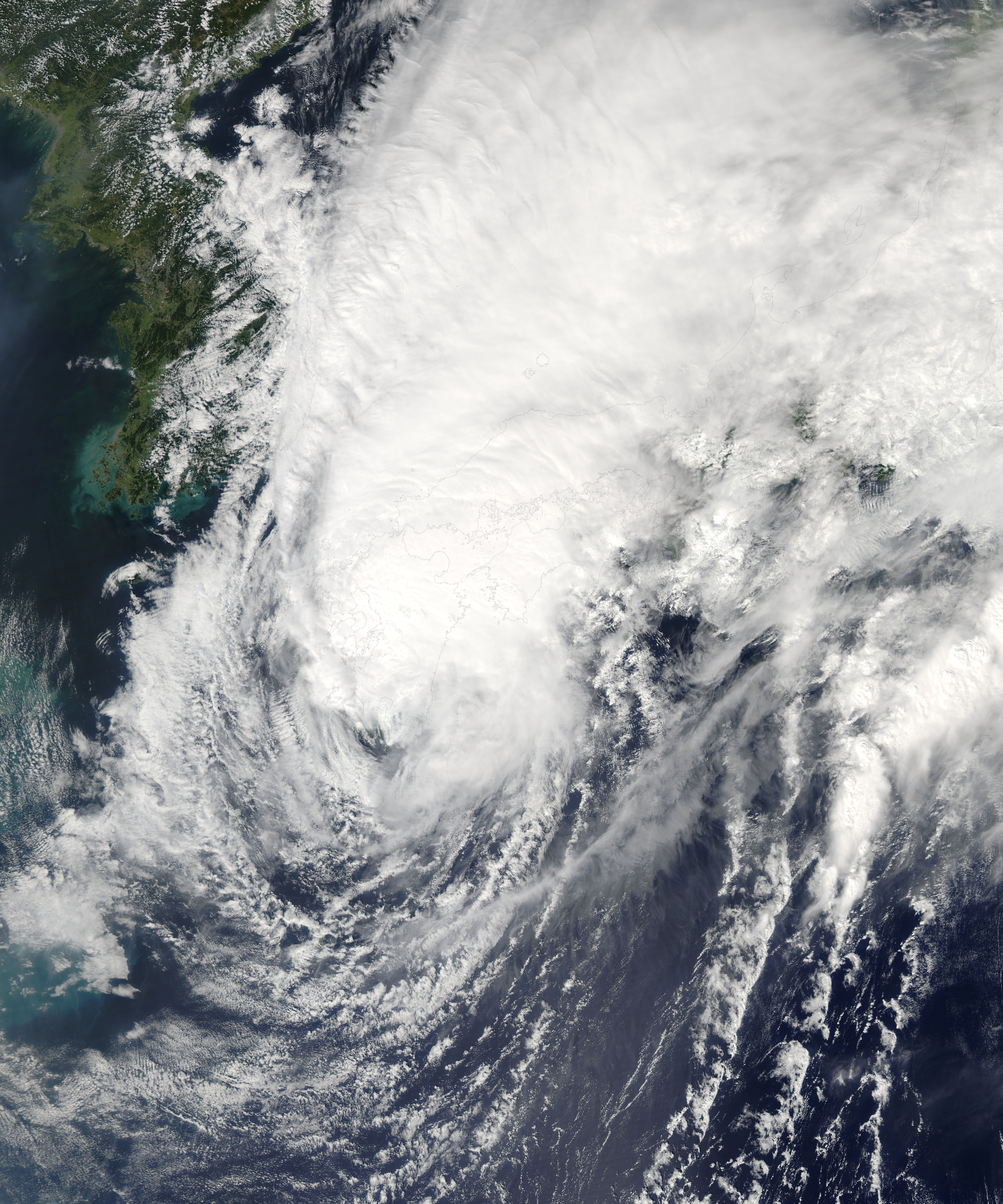
Talim sobre Japón, el 17 de septiembre.

Cuando el tifón tocó tierra en Kyushu en la mañana del 17 de septiembre, más de 1.400 hogares de Miyazaki y Kumamoto sufrieron los fuertes vientos que derribaron las líneas eléctricas. En la cercana prefectura de Oita, muchos ríos se desbordaron, afectando a los residentes desde el centro hasta el sur de la zona. Las consiguientes inundaciones en las zonas urbanas de la prefectura han llevado a su gobernador a emitir una solicitud de ayuda por desastre. Un puente de hierro también fue arrasado en la zona. El tifón también inundó los ríos Tsukumi y Tokuura en la ciudad de Tsukumi. También se produjeron daños en la prefectura de Miyazaki, incluyendo un pueblo de la cercana Kagoshima. En Tokio, se derrumbó un andamio en una obra de construcción, lo que provocó un corte de electricidad en 2.700 hogares cercanos a la zona. En la ciudad de Saiki y Tsukumi, en la prefectura de Oita, algunos residentes quedaron atrapados en sus casas debido a las inundaciones repentinas, que fueron rescatadas inmediatamente por las autoridades. Según los informes, cinco casas quedaron totalmente destruidas, 615 parcialmente destruidas y 804 con daños parciales.
Las estaciones ferroviarias de Saeki, Tsukumi y Usuki de la línea principal de Nippō, todas ellas en la prefectura de Oita, quedaron cubiertas de lodo debido a las inundaciones. Además, se produjo un deslizamiento de tierra a gran escala en el campo de señales de Tokuura, mientras se observaba la afluencia de sedimentos cerca del lugar. Sin embargo, no hubo muertos. Además, se produjo un embarque costero desde las estaciones de Kaigantera hasta el final de la estación de Takuta de la Compañía de Ferrocarriles de Shikoku que sufrió daños. Las estaciones de Yakuri y Kotodenshido del Ferrocarril Eléctrico de Takamatsu-Kotohira tienen sus partes colapsadas. También se informó de escorrentías en las estaciones del Ferrocarril Kioto Tango.
Cinco muertes se atribuyeron a Talim. Una mujer de 86 años fue encontrada muerta el 17 de septiembre, debido a que su casa fue golpeada por un deslizamiento de tierra en la prefectura de Kagawa, mientras que en la prefectura de Kōchi, un hombre de 60 años se ahogó en su coche, debido a la crecida de un río, y dos cuerpos fueron recuperados de la orilla del río. En la prefectura de Oita, se registró la desaparición de un hombre de 70 años, antes de encontrarlo en un lugar desconocido. La última víctima mortal de la tormenta se registró en Hokkaido, cuando otro hombre, posiblemente de 80 años, fue encontrado muerto en una playa. Por otra parte, 73 personas resultaron heridas.